# 淯阳郡 (河南)
淯阳郡，中国古代的郡。
西魏置，治所在武川县（今河南省南召县东南）。辖境相当今河南省南召、方城等县。隋朝仁寿中改为淯州。大业初年，复为淯阳郡。唐朝武德三年（620年）又改淯州。 